# Puerto Rico az 1994. évi téli olimpiai játékokon
Puerto Rico a norvégiai Lillehammerben megrendezett 1994. évi téli olimpiai játékok egyik részt vevő nemzete volt. Az országot az olimpián 1 sportágban 5 sportoló képviselte, akik érmet nem szereztek.

## Bob
| Versenyző                                               | Versenyszám | 1. futam | 1. futam | 2. futam | 2. futam | 3. futam | 3. futam | 4. futam | 4. futam | Összesítés | Összesítés |
| Versenyző                                               | Versenyszám | Idő      | Hely.    | Idő      | Hely.    | Idő      | Hely.    | Idő      | Hely.    | Idő        | Helyezés   |
| ------------------------------------------------------- | ----------- | -------- | -------- | -------- | -------- | -------- | -------- | -------- | -------- | ---------- | ---------- |
| John Amabile Jorge Bonnet                               | Kettes      | 55,18    | 40.      | 55,46    | 42.      | 55,38    | 42.      | 55,19    | 39.      | 3:41,21    | 40.        |
| Liston Bochette José Ferrer Jorge Bonnet Douglas Rosado | Négyes      | 53,52    | 26.      | 53,50    | 26.      | 53,57    | 25.      | 53,43    | 25.      | 3:34,02    | 25.        |